# Jagdgeschwader
Jagdgeschwader (JG), auch Jagdfliegergeschwader, ist die Bezeichnung für einen fliegenden Einsatzverband der Luftstreitkräfte.

## Zweckbestimmung
Jagdgeschwader dienen u. a. der Abwehr gegnerischer Flugzeuge sowie als Begleitschutz der eigenen Luftangriffsverbände.

## Ausrüstung
Die in Jagdgeschwadern verwendeten Flugzeuge waren und sind meist ein- oder zweisitzige, ein- oder mehrmotorige Hochleistungsflugzeuge, die regulär für den Luftkampf mit leichter Bewaffnung (Maschinengewehre, Maschinenkanonen und Luft-Luft-Raketen) ausgerüstet sind.

## Geschichte

### Erster Weltkrieg

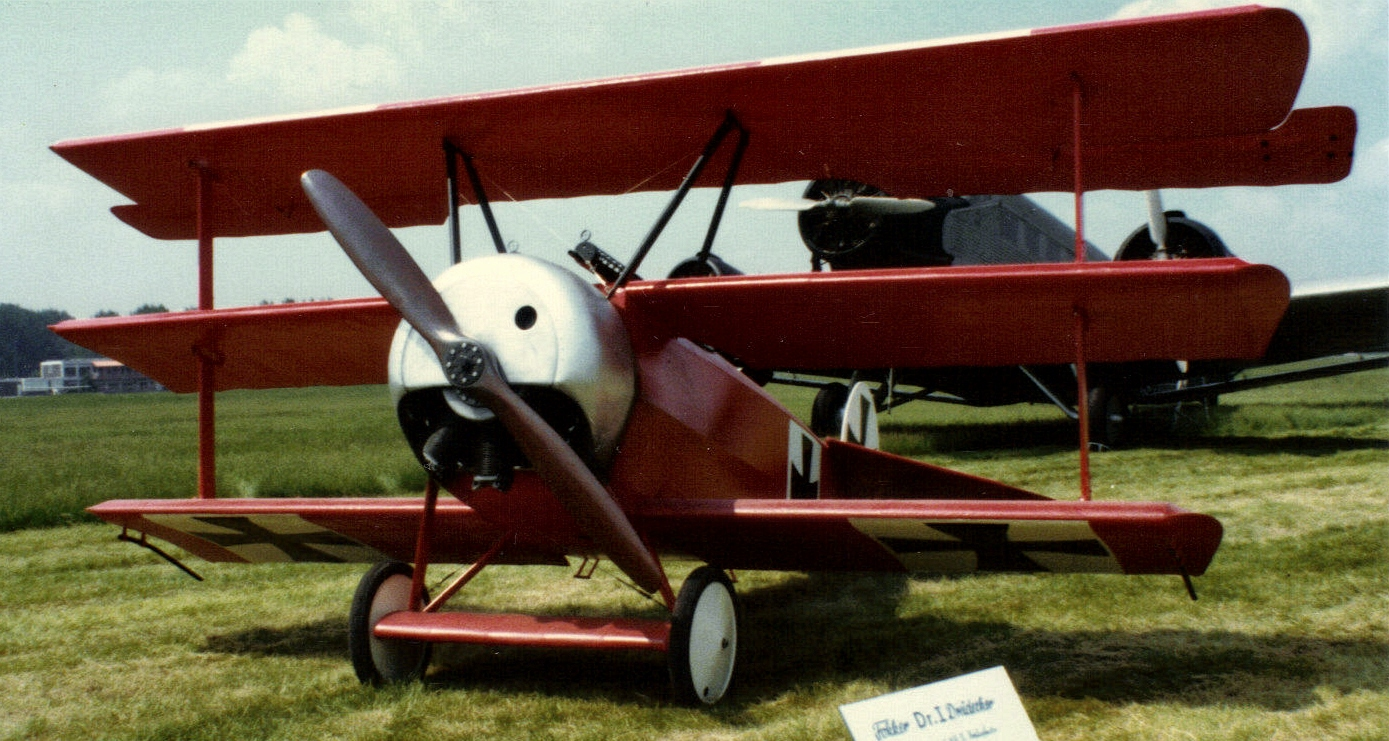
Nachbau des Jagdflugzeuges Fokker Dr.I

Die ersten Jagdfliegereinheiten wurden im Ersten Weltkrieg aufgestellt. Aufgabe dieser Formationen war es zunächst, feindliche Aufklärungsflugzeuge und Fesselballons über der Front abzudrängen bzw. zu bekämpfen sowie eigene Aufklärer und Bombenflugzeuge vor gegnerischen Flugzeugen zu schützen.
Hierzu wurden, zuerst bei den deutschen Streitkräften, sogenannte Jagdstaffeln (Jasta) aufgestellt, die mit einsitzigen Flugzeugen und meist synchronisierten, d. h. durch den Propellerkreis schießenden, Maschinengewehren ausgerüstet waren. Das erste Jagdgeschwader wurde aus den sogenannten Jasta (Jagdstaffeln) 4, 6, 10 und der Jasta 11 der deutschen Luftstreitkräfte im Juni 1917 unter dem Kommando von Manfred Freiherr von Richthofen als Jagdgeschwader 1 (JG 1) aufgestellt.
Auf britischer und französischer Seite blieb man hingegen bis heute beim System der Staffeln (Squadron bzw. Escadrille).

### Zweiter Weltkrieg
Im Zweiten Weltkrieg wurden Jagdgeschwader zunächst eingesetzt, um die Luftüberlegenheit über dem eigenen Territorium und dem Kampfgebiet zu gewährleisten. Weitere Aufgabengebiete waren die  Begleitung eigener Luftangriffsverbände zum Schutz vor gegnerischen Jagdflugzeugen und das Abfangen feindlicher Bomberverbände. Hierzu zählte der Schutz stationärer Objekte (bsp. Städte, Brücken) sowie beweglicher Formationen (z. B. Panzer- und Truppenbewegungen bei Angriff oder Rückzug oder Schiffskampfverbänden) Weiterhin wurden Tiefflugangriffe zur Entlastung der eigenen Bodenstreitkräfte durchgeführt. Dazu wurden teilweise einzelne Gruppen oder Staffeln eines Jagdgeschwaders für Jagdbombereinsätze umgerüstet.
Nach Beginn der nächtlichen Bombenangriffe wurden in den verschiedenen Luftstreitkräften Nachtjagdgeschwader aufgestellt. Diese verwendeten meist mehrsitzige, mit Radar ausgerüstete, Flugzeuge.
Bei den alliierten und japanischen Seestreitkräften wurden Jagdverbände auch von Flugzeugträgern zum Schutz der eigenen Flotte bzw. für Angriffsoperationen eingesetzt.

### Nachkriegszeit
Seit dem Zweiten Weltkrieg hat sich das Aufgabenspektrum eines Jagdgeschwaders kaum geändert. Die modernen Kampfjets, land- oder seegestützt, sind nach wie vor ein- oder zweisitzig und in der Lage die jeweils vorgegebene Mission standort-, lage- und einsatzbezogen sowohl am Tag, als auch in der Nacht unter beliebigen Witterungsbedingungen wahrzunehmen. Aufgrund variabler Zuladungsmöglichkeiten können sie auch als Jagdbomber, Aufklärungs- oder Erdkampfflugzeuge eingesetzt werden.

## Kennzeichnungen
Zur Erkennung führten die Flugzeuge der Jagdfliegereinheiten, neben den Hoheitszeichen, verschiedene Kennzeichen.

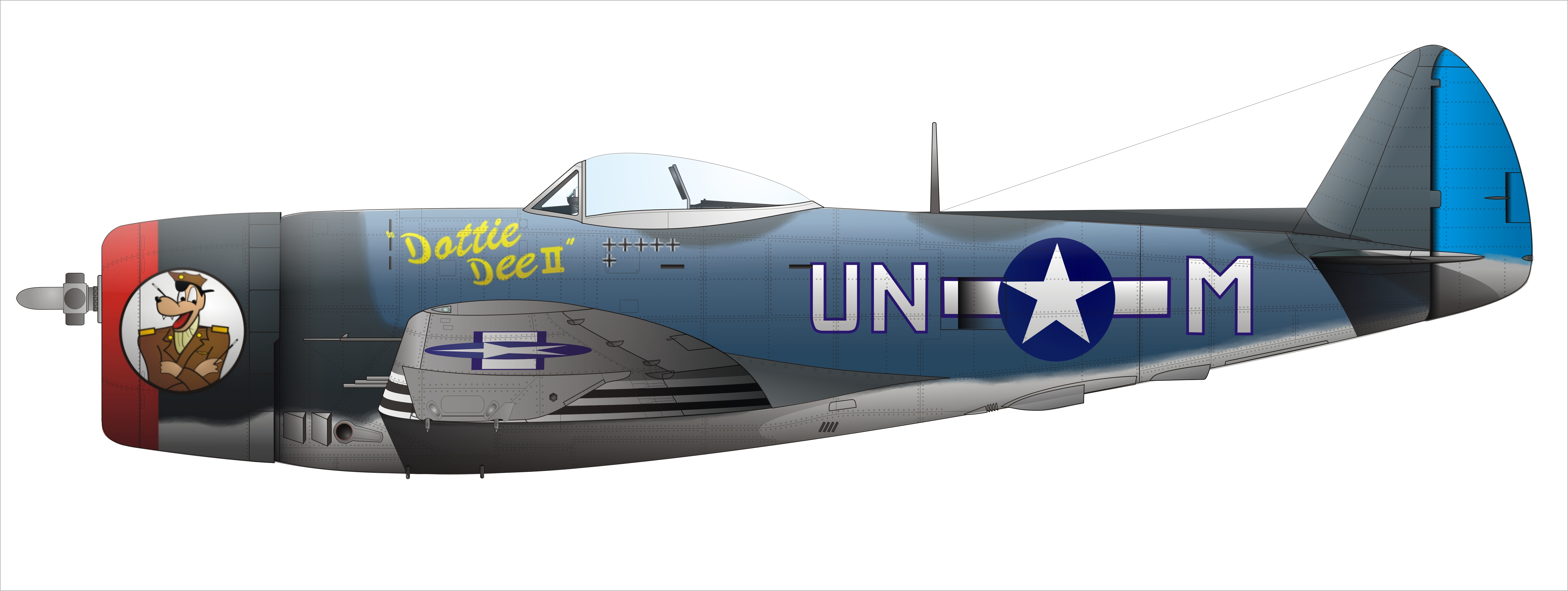
Kennzeichnung eines amerikanischen Jagdflugzeuges

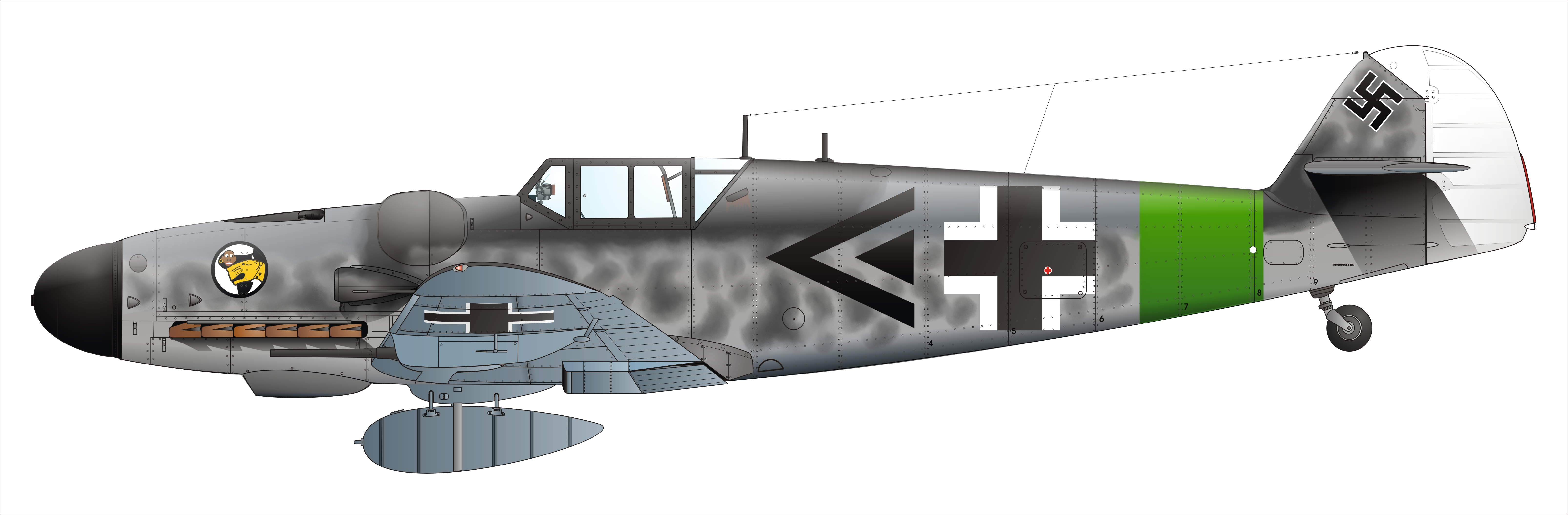
Markierung des Kommandeurs der I. Gruppe des JG 27 (Wappen auf der Motorverkleidung)

Während die Alliierten Luftstreitkräfte im Zweiten Weltkrieg Buchstabenkombinationen verwendeten, wurde in der deutschen Luftwaffe die Zugehörigkeit zu verschiedenen Jagdgeschwadern mit Wappen und/oder Farbmarkierungen an der Motorverkleidung, dem Rumpf oder dem Leitwerk der Jagdflugzeuge markiert.
Weiterhin wurde am Rumpf vor dem Hoheitszeichen durch Symbole die Dienststellung des Piloten im Geschwader (z. B. Kommodore, Adjutant, Staffelführer) angezeigt. Ansonsten befand sich dort eine (auch farbige) Zahl. Hinter dem Hoheitszeichen wurde durch ein farbiges Symbol auf die Gruppen- oder Staffelzugehörigkeit hingewiesen.
Die Markierungen für abgeschossene Feindflugzeuge befanden sich bei den Alliierten meistens unter dem Cockpit, bei der deutschen Luftwaffe auf dem Leitwerk.
In beiden Weltkriegen „verzierten“ einige Piloten ihr Flugzeug zudem noch mit persönlichen Wappen / Zeichnungen oder Namen.
In der heutigen Zeit werden Jagdgeschwader vieler Nationen vor und hinter dem Hoheitszeichen nur noch mit Buchstaben- und/oder Zahlenkombinationen gekennzeichnet.
In der Luftwaffe der Bundeswehr führen die Jagdflugzeuge zudem auch heute noch ihr jeweiliges Verbandsabzeichen oder Geschwaderwappen.

## Traditions- und Geschwadernamen

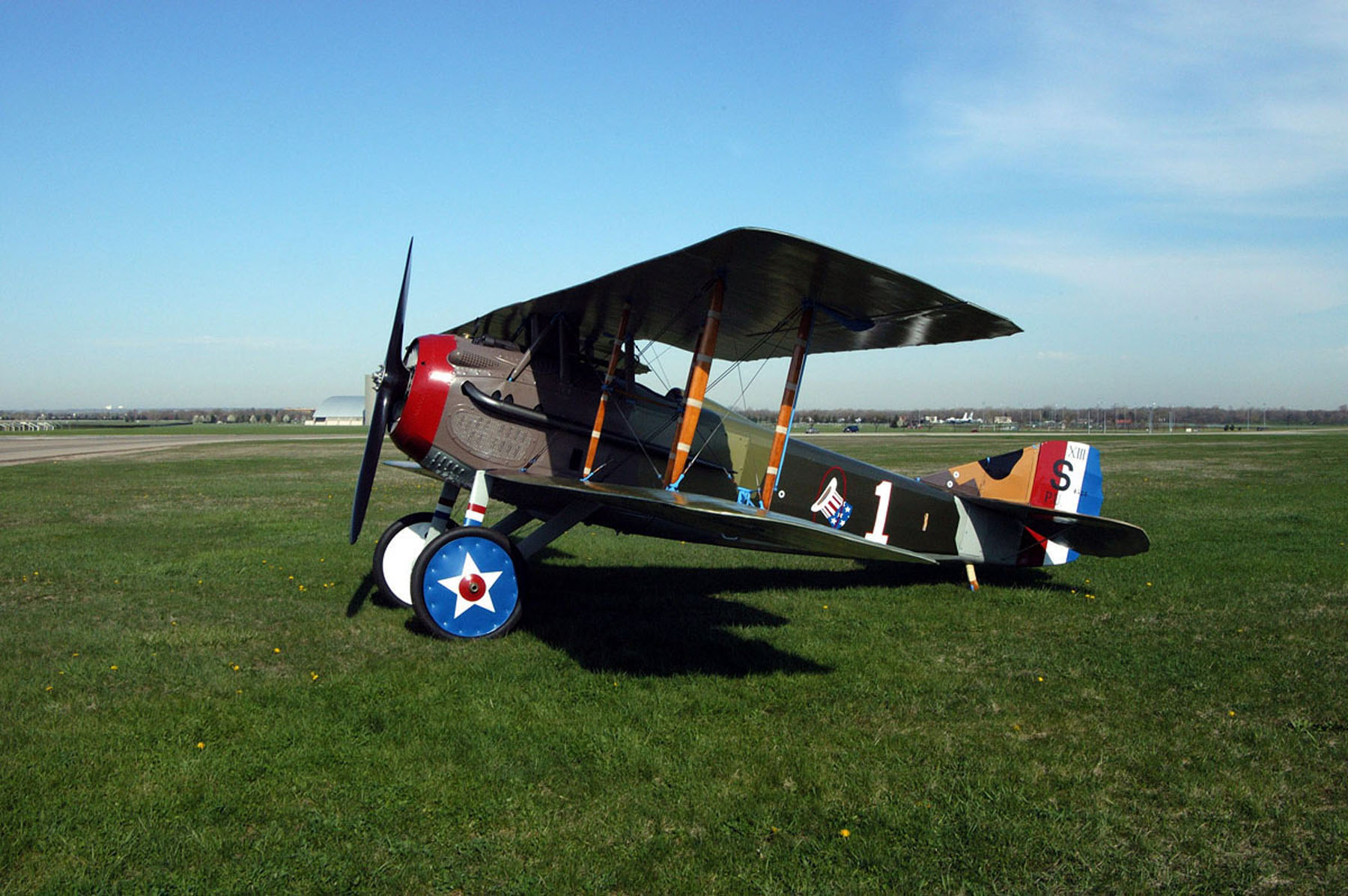
Société de Production des Aéroplanes Deperdussin XIII Jagdflugzeug mit Markierung der 94. 'Hat in the ring' Staffel

- Bereits im Ersten Weltkrieg wurden verschiedene Jagdverbände mit Bezeichnungen oder Namen bezeichnet. In Frankreich waren dies z. B. die „Escadrille La Fayette“ und die „Cicognes“ (Störche), bei den amerikanischen Luftstreitkräften u. a. die 94. „Hat in the Ring“ Staffel. Société de Production des Aéroplanes Deperdussin XIII Jagdflugzeug mit Markierung der 94. 'Hat in the ring' Staffel In Deutschland erhielt die Jasta 2  nach dem Tod von Oswald Boelcke den Zusatz „Boelcke“. Ebenso erhielt das JG 1 den Namen „Richthofen“, nachdem dieser gefallen war.
- Im Zweiten Weltkrieg wurden einigen deutschen Jagdgeschwadern, neben der Nummerierung,  zusätzlich Traditionsnamen wie „Richthofen“ und „Udet“ verliehen oder sie erhielten Bezeichnungen wie „Pik As“ oder „Grünherz“.

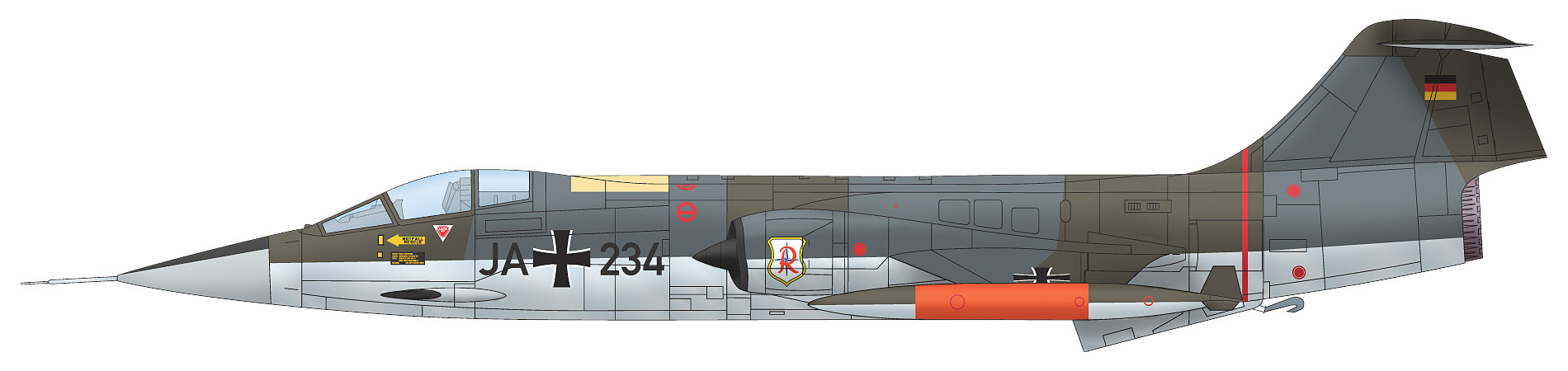
F-104 Starfighter des JG 71 'Richthofen'

- In der Luftwaffe der Bundesrepublik Deutschland wurde diese Tradition fortgesetzt und die ersten beiden Jagdgeschwader erhielten die Traditionsnamen „Richthofen“ und „Mölders“F-104 Starfighter  des JG 71 'Richthofen' Am 18. September 1997 wurde dem JG 73 der Traditionsname „Steinhoff“ verliehen.
- Auch in den Luftstreitkräften der NVA wurden an Jagdfliegerverbände Namen bekannter Persönlichkeiten (z. B. „Juri Gagarin“ oder „Wilhelm Pieck“) vergeben.

## Gliederung
Die Gliederung eines Jagdgeschwaders ist je nach Land unterschiedlich. In Deutschland wird in Gruppen, Staffeln, Schwarm und Rotte unterteilt. In Großbritannien und den USA sind Jagdfliegerverbände in Fighter Group, Fighter Wing, Squadron, Flights und Elements aufgegliedert. Auch ist die Anzahl der Flugzeuge in den jeweiligen nationalen Verbänden unterschiedlich.
Zum personellen und technischen Bestand eines Jagdgeschwaders gehört jedoch, damals wie heute,  neben dem fliegerischen Anteil, auch die sog. Bodenorganisation. Diese setzt sich u. a. zusammen aus Administrativen-, Nachschub-, Kommunikations-, Flugabwehr-, Wartungs- und Sicherungseinheiten.

## Umbenennung in der deutschen Bundeswehr
Am 1. Oktober 2013 wurden alle Geschwader (JG, JaboG, AG) der Bundesluftwaffe umbenannt und werden seitdem als Taktische Luftwaffengeschwader bezeichnet. Bei den Traditionsgeschwadern wurden die Traditionsnamen beibehalten, bzw. übernommen.